# Wippraer Zone

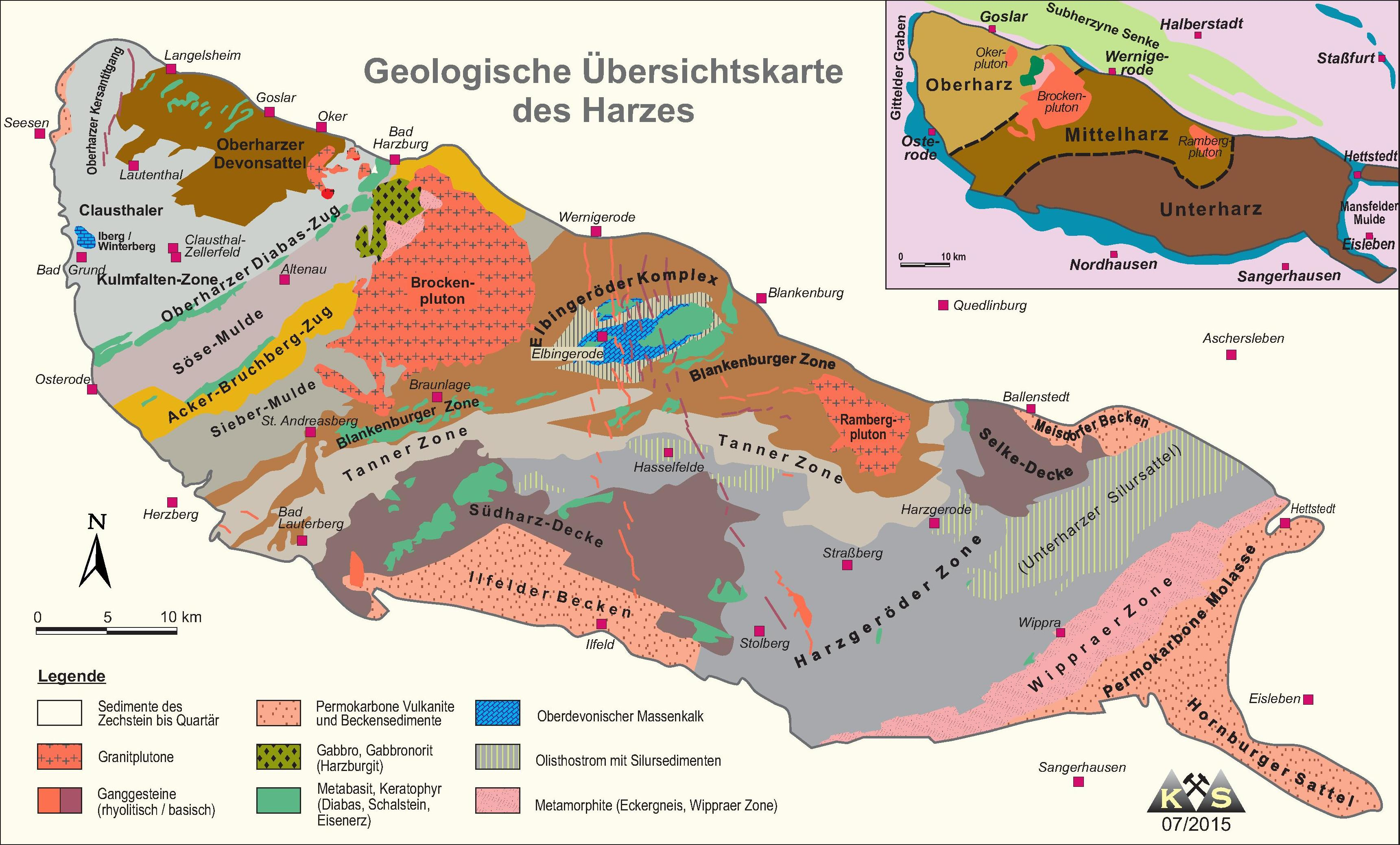
Geologische Übersichtskarte des Harzes (K. Stedingk, Landesamt für Geologie und Bergwesen Sachsen-Anhalt)

Die Wippraer Zone (nach dem Ort Wippra) im südöstlichen Unterharz ist eine der geologischen Einheiten des Harzes.

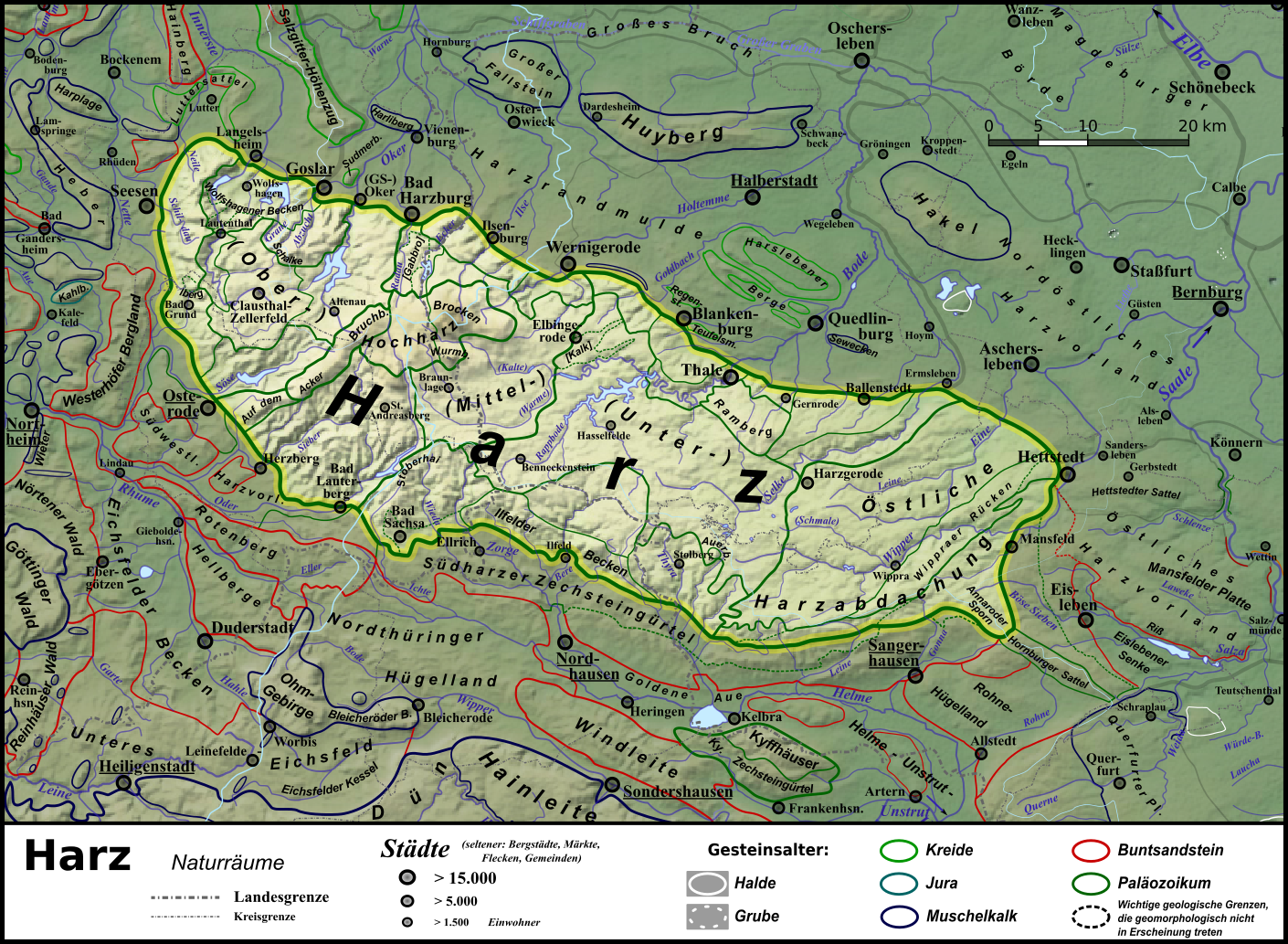
Naturraumkarte Harz mit dem Wippraer Rücken

Die Wippraer Zone besteht aus einer Folge von metamorphen Gesteinen (Metagrauwacken, Grünschiefer, Quarzite, phyllitische Tonschiefer), beginnend mit dem Ordovizium und endend wahrscheinlich im Oberdevon.